# نتهر وينتشندن (باكينجهامشير)
نتهر وينتشندن (بالإنجليزية: Nether Winchendon)‏ هي قرية و أبرشية مدنية تقع في المملكة المتحدة في إنجلترا.  يقدر عدد سكانها بـ 165 نسمة .